# 滝沢バイパス

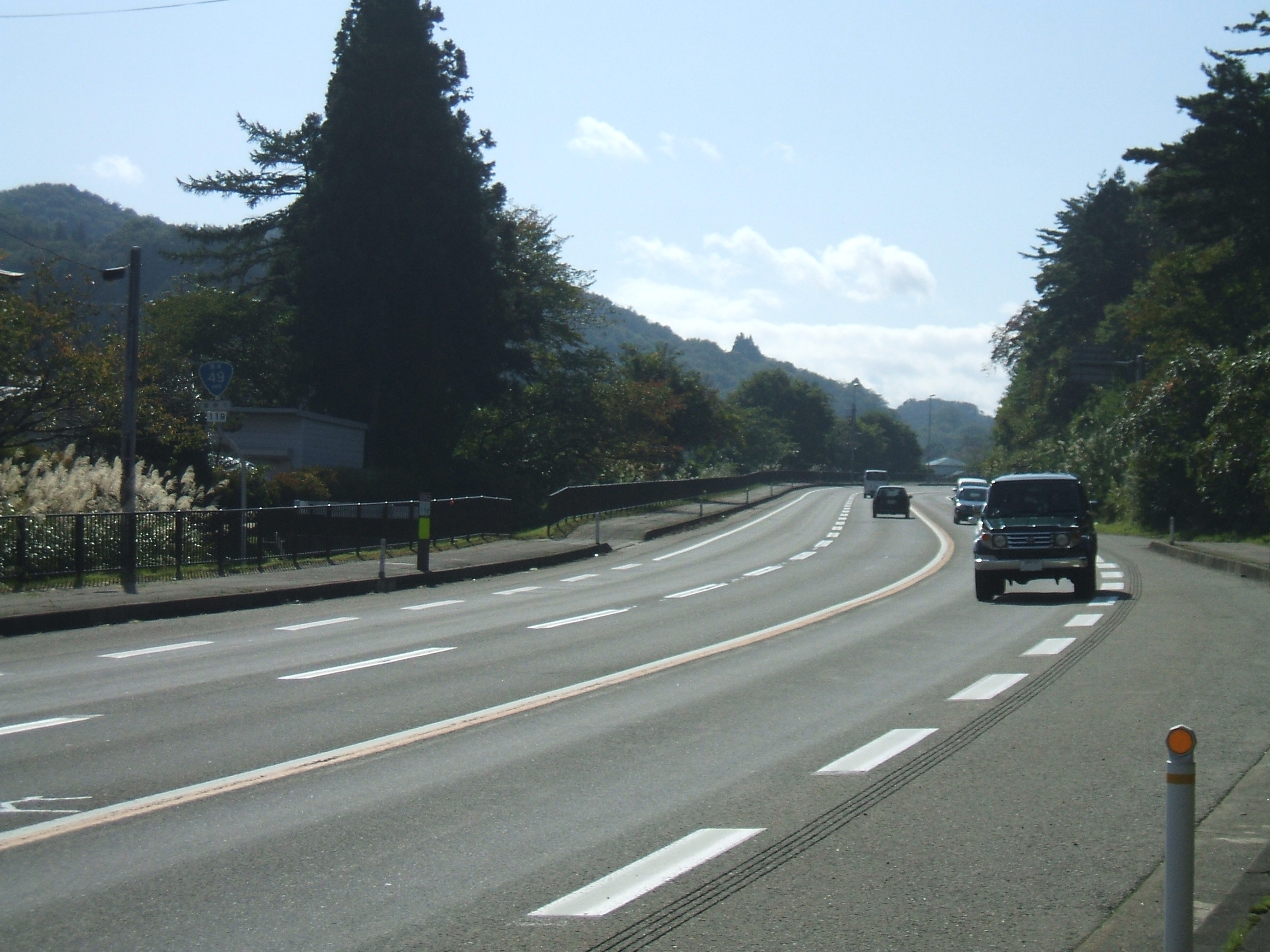
会津若松市河東町八田付近

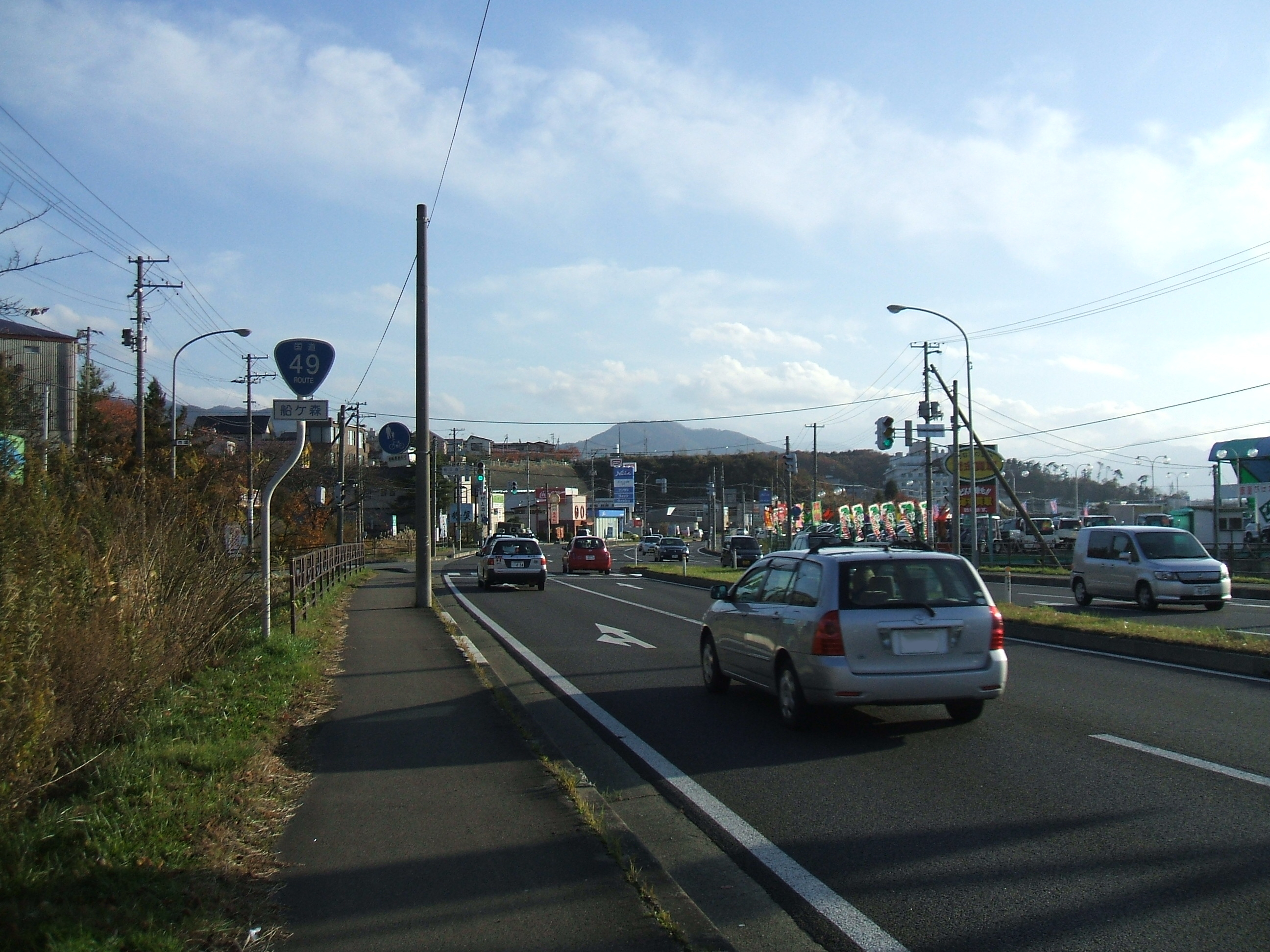
会津若松市一箕町鶴賀付近

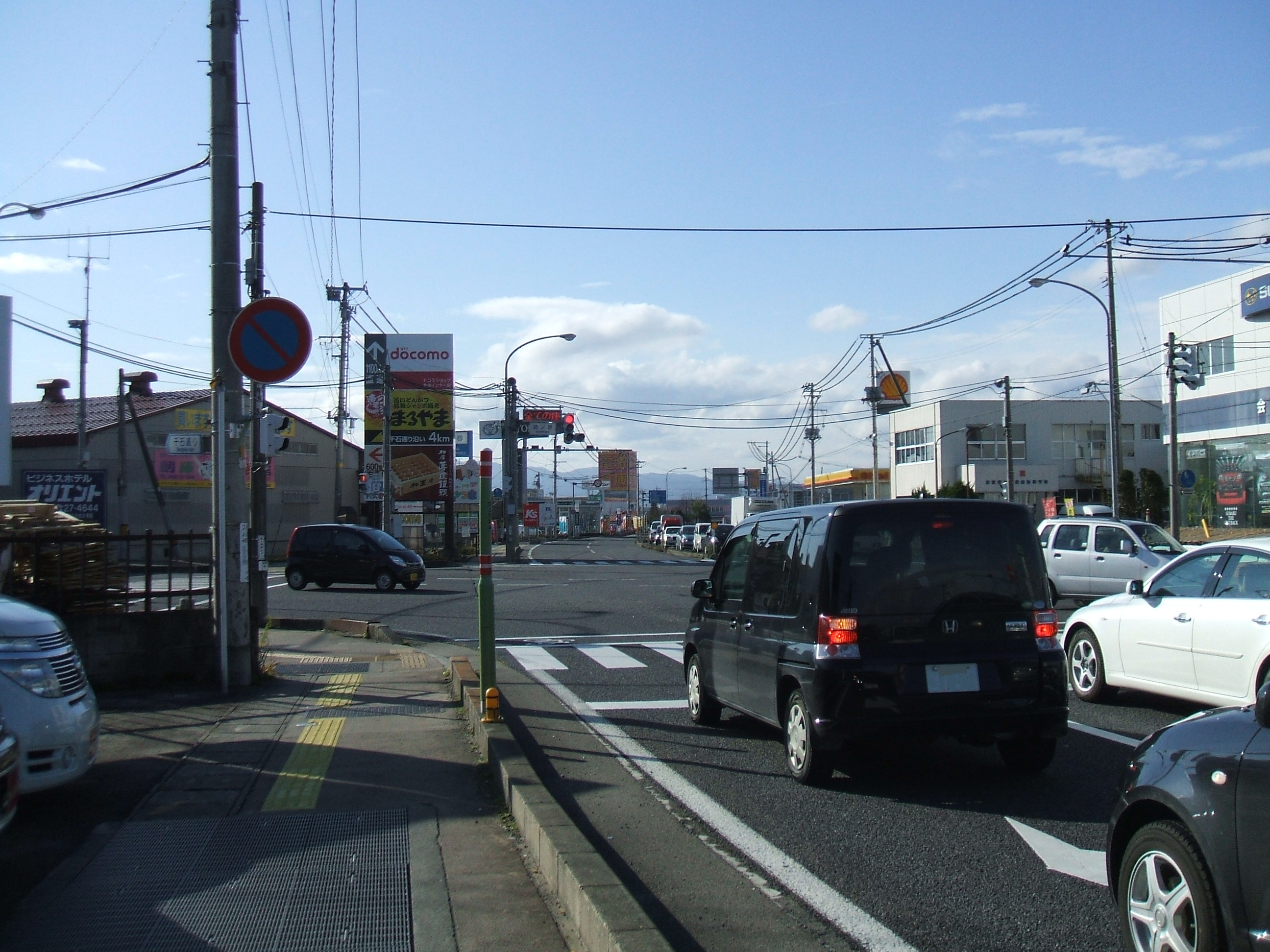
郷ノ原交差点

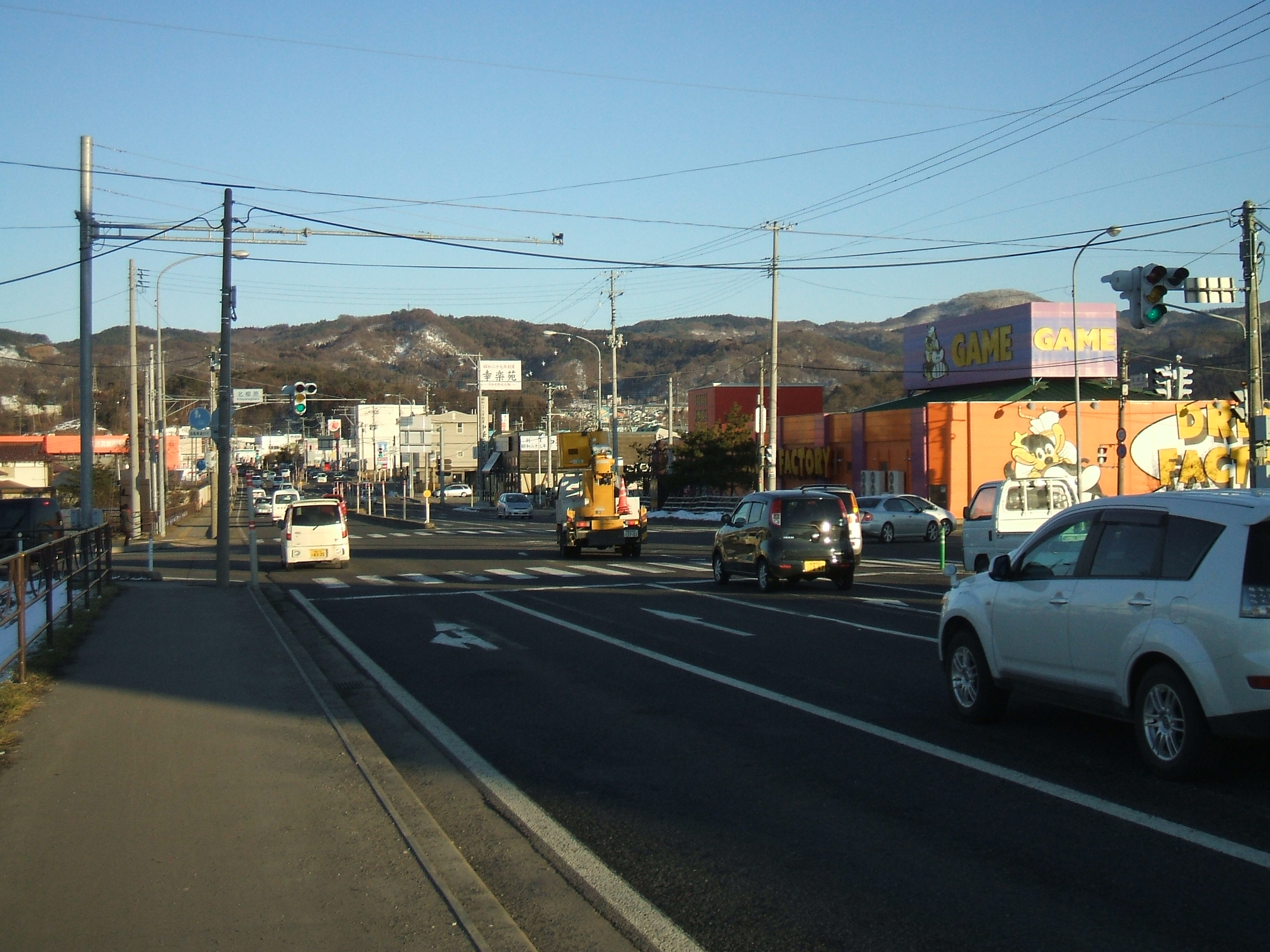
北柳原交差点

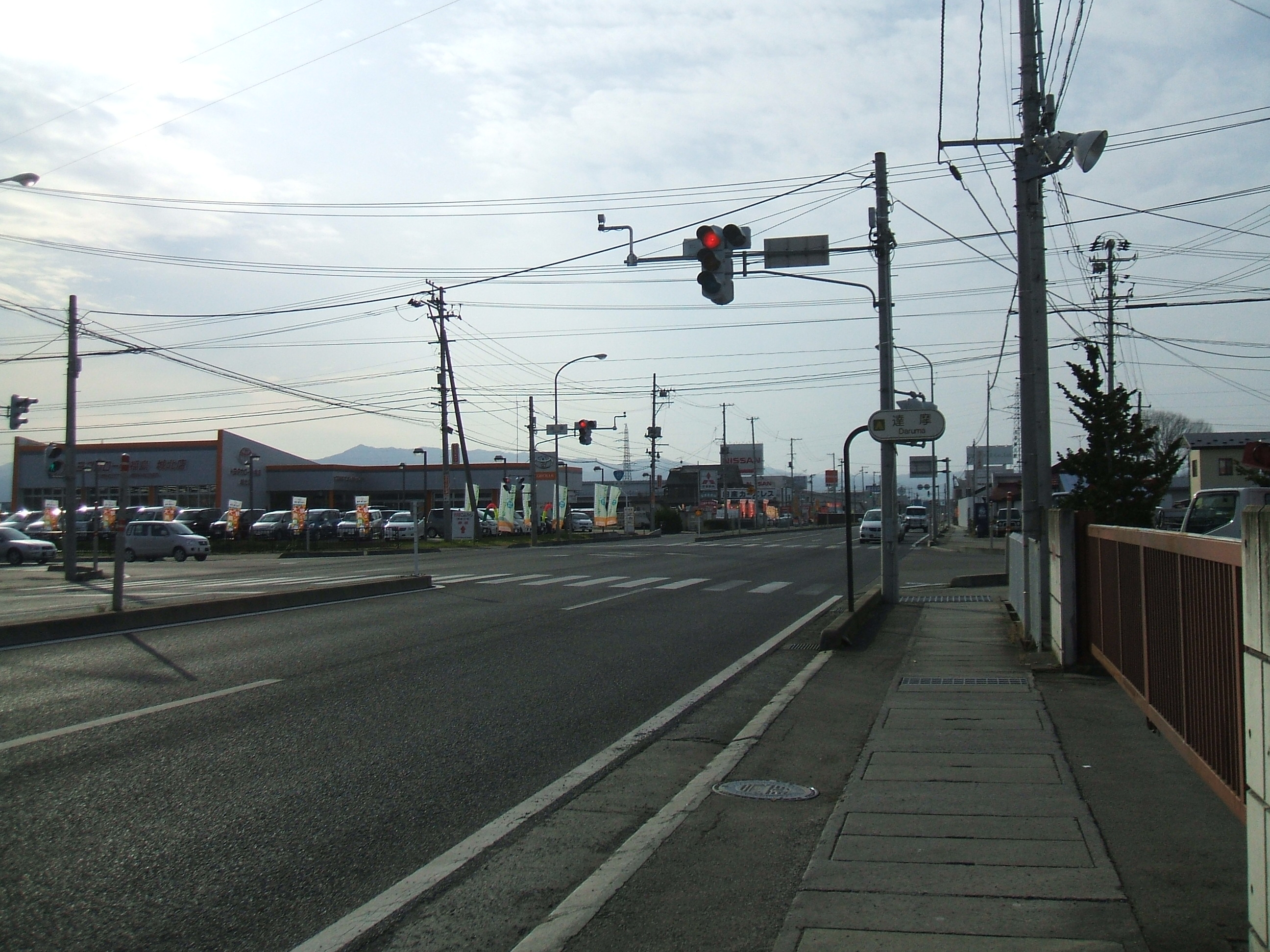
達摩交差点

滝沢バイパス（たきざわバイパス）は、福島県会津若松市にある国道49号のバイパス道路。会津若松市一箕町の北柳原交差点までは国道294号も重複している。また、一部区間で福島県道64号会津若松裏磐梯線も重複する。加えて、本記事では滝沢バイパスの西側の区間に位置する若松バイパス（一部区間で国道121号が重複）のほか、滝沢バイパス、若松バイパスの区間内で行われた拡幅事業、若松拡幅についても述べる。

## 概要

### 概説
滝沢バイパス開通以前、当時の国道49号は滝沢峠北や沓掛峠付近を経由しており、カーブや急勾配などが多かった。加えて、会津若松市市街地を経由していたが、国道の改良はあまり進んでいなかった。当バイパスは当時の河東町、会津若松市北部を経由することにより沓掛峠、滝沢峠や会津若松市街地を大きくバイパスするように計画され、河東町強清水付近から会津若松市の北部に位置するJR東日本磐越西線陸橋（扇町跨線橋）までの区間が開通した。その後、滝沢バイパス西側の区間が若松バイパスとして事業化され、開通した。現在、両バイパスの会津若松市一箕町、町北町付近の沿線には商業施設が立ち並び、現在は一部区間が上下線合計4車線での供用になっている。

### 沿革・年表
- 1964年（昭和39年） - 滝沢バイパスの事業化がされる[2]
- 1965年（昭和40年） - 滝沢バイパスの用地買収が完了する[2]
- 1966年（昭和41年） - 滝沢バイパスの工事着手[2]
  - 10月 - 若松バイパスを含む都市計画が決定 [3]
  - 12月15日 - 滝沢バイパスの全線が供用[2]
- 1971年（昭和46年） - 若松バイパスの事業化[3]
- 1974年（昭和49年） - 若松バイパスの供用[3]

### 滝沢バイパスのデータ
- 開通 : 1966年
- 起点 : 福島県会津若松市河東町八田
- 終点 : 福島県会津若松市町北町大字上荒久田
- 全長 : 11km[1]
- 車線 : 片側2車線（上下線合計4車線、会津若松市一箕町大字鶴賀付近〜終点、詳細は後述）、片側1車線（上下線合計2車線、前述の区間以外、加えて会津若松市河東町内で登坂車線のある区間がある）

### 若松バイパスのデータ
- 開通 : 1974年
- 起点 : 福島県会津若松市町北町上荒久田
- 終点 : 福島県会津若松市町北町中沢西
- 全長 : 2.1km[3]
- 車線 : 片側2車線

## 交差する道路など
国道49号の起点（いわき市）側から終点（新潟市）側の順。また、特記がない道路はすべて市道である。市道はすべて会津若松市の市道。
| 交差する道路など                                              | 交差する道路など                | 交差点名/橋梁名 | いわき市から (km) |
| ------------------------------------------------------------- | ------------------------------- | --------------- | ----------------- |
| 国道49号 いわき・郡山方面                                     |                                 |                 |                   |
| -                                                             | 国道294号方面                   | 強清水          | 116               |
| -                                                             | 国道294号                       | 石山            |                   |
| 登坂車線（上り線）                                            | -                               | -               | 119               |
| 磐梯町方面                                                    | 福島県道64号会津若松裏磐梯線    | -               | 120               |
| 日橋川支流                                                    | 日橋川支流                      | 八田橋          |                   |
| 福島県道64号会津若松裏磐梯線                                  | -                               | 八田            |                   |
| 福島県道337号喜多方河東線                                     | -                               | -               | -                 |
| 福島県道33号会津坂下河東線                                    | -                               | 高塚団地入口    | 123               |
| 登坂車線（上り線）                                            | -                               | -               | 124               |
| 大工川                                                        | 大工川                          | 大江川橋        |                   |
| 広田駅方面                                                    | 市内河東町金田                  | 浅山            |                   |
| 金山川                                                        | 金山川                          | 駒坂橋          | 125               |
| 会津広域農道 （会津パールライン）                             | -                               | -               | 126               |
| 会津大学方面                                                  | 福島県道64号会津若松裏磐梯線    | 松窪入口        |                   |
| -                                                             | 会津若松市公設卸売市場へ        | 船ヶ森          |                   |
| -                                                             | 居合団地方面                    | 居合団地入口    | 127               |
| -                                                             | 福島県道64号会津若松裏磐梯線    | 郷ノ原          |                   |
| -                                                             | 市街地方面                      | 不動川橋        | 128               |
| 不動川                                                        | 不動川                          | 不動川橋        |                   |
| 会津大学方面                                                  | 国道118号、国道121号            | 北柳原          |                   |
| JR東日本磐越西線                                              | JR東日本磐越西線                | 扇町跨線橋      |                   |
| 福島県道69号北山会津若松線                                    | -                               | 上荒久田        |                   |
| 喜多方市方面                                                  | 市街地方面                      | 荒久田          | 129               |
| 国道121号                                                     | 市街地方面                      | 観音前          |                   |
| 会津アピオ方面                                                | 市内町北町達摩集落              | 物流団地南入口  | 130               |
| 日橋川支流                                                    | 日橋川支流                      | 第2沼川橋       |                   |
| 福島県道326号浜崎高野会津若松線                               | 福島県道326号浜崎高野会津若松線 | 達摩            |                   |
| 湯川                                                          | 湯川                            | 湯川橋          | 131               |
| 国道49号                                                      | 国道252号                       | 中沢            |                   |
| 国道118号（若松西バイパス）会津若松市北会津町・会津美里町方面 |                                 |                 |                   |

## 交通量
2005年度交通サンセス（平日24時間の交通量）
- 会津若松市河東町 : 22,322
- 会津若松市町北町 : 29,657

## 道路施設
八田橋
- 全長：32.0m
- 幅員：7.8m
- 竣工：1966年[4]

八田橋側道橋
- 全長：47.2m
- 幅員：1.8m
- 竣工：1985年

河東町八田字八田野から字道下に至り、一級水系阿賀野川水系大工川を渡る。上下対向2車線で供用され、上り線側に人道橋が架設されている。
大工川橋
駒板橋
- 全長：33.8m
- 幅員：7.8m
- 竣工：1966年[5]

駒板橋側道橋
- 全長：82.0m
- 幅員：1.8m
- 竣工：1988年

河東町金田字駒板に位置し、一級水系阿賀野川水系金山川を渡る。上下対向2車線で供用され、上り線側に人道橋が架設されている。
吹屋川橋
- 全長：10.4m
- 幅員：9.5m
- 竣工：1988年[6]

吹屋川側道橋
- 全長：16.0m
- 幅員：2.2m
- 竣工：1986年

一箕町大字松長字下松窪から一箕町大字鶴賀字船ケ森北に至り、一級水系阿賀野川水系吹屋川を渡る。上下対向2車線で供用され、下り線側に人道橋が架設されている。当橋梁終点側より片側2車線に拡幅された区間となる。
不動川橋
- 全長：20.4m
- 幅員：13.3m / 10.3m（上り / 下り）
- 竣工：1992年[6]

一箕町大字亀賀字村東から字川西に至り、一級水系阿賀野川水系不動川を渡る。市道との交差点に近接し、上下片側2車線および上り右折車線の計5車線で供用されている。
扇町跨線橋
- 全長：32.3m
- 幅員：12.7 / 10.8m（上り / 下り）
- 竣工：1994年[5]

一箕町大字亀賀字川西から町北町大字上荒久田字鈴木に至り、JR磐越西線を渡る。上荒久田交差点に近接し、上下片側2車線および下り右折車線の計5車線で供用されている。
第2沼川橋
- 全長：17.0m
- 幅員：10.3m×2
- 竣工：1996年[6]

町北町大字上荒久田字宮下から町北町大字始字観音前に至り、一級水系阿賀野川水系沼川を渡る。
湯川橋
- 全長：38.1m
- 幅員：10.9m×2
- 竣工：1996年[6]

町北町大字中沢字平沢から字土手下に至り、一級水系阿賀野川水系（旧）湯川を渡る。

## 主要地点
石山交差点
国道294号、白河市方面との交差点。近くに強清水がある。国道294号はここから下記の北柳原交差点まで国道49号と重複する。
八田交差点
福島県道64号会津若松裏磐梯線、耶麻郡磐梯町方面への分岐点。また、磐越自動車道磐梯河東インターチェンジへ前述の県道を利用してアクセスできる。
高塚団地入口交差点
福島県道33号会津坂下河東線、河沼郡湯川村、同郡会津坂下町方面への交差点。この県道は会津若松市の北側などを通り、宮古橋手前で国道49号に接続する。本交差点では、新潟県新潟市方面も前述の県道に誘導される。
松窪入口交差点
福島県道64号会津若松裏磐梯線、会津若松市河東町、耶麻郡磐梯町方面との交差点。県道は明ル坂を経由して八田交差点等を経由後、磐梯町方面へと向かう。
郷ノ原交差点
福島県道64号会津若松裏磐梯線、会津若松市街地、南会津郡南会津町方面（千石通り）への交差点。県道は会津若松市街地の東部を通り、商業施設などが沿線に立ち並ぶ。
北柳原交差点
国道118号、国道121号、国道401号、会津若松市街地、南会津郡南会津町方面への交差点。前述の国道からは会津若松駅にアクセスできるほか、駅付近から南側、市街地区間の一部は中央通り、神明通りと呼ばれている。国道118号と湊町から国道49号と重複してきた国道294号の終点であり、国道401号の起点である。下記の観音前交差点まで国道121号と国道49号は重複区間となる。
観音前交差点
国道121号、喜多方市、山形県米沢市方面への交差点。また、会津アピオや磐越自動車道会津若松インターチェンジが交差点北側に存在し、当交差点からアクセスできるようになっている。
達摩交差点
福島県道326号浜崎高野会津若松線、七日町、河沼郡湯川村方面への交差点。県道は、会津若松市北部の高野町を経由して湯川村方面に至る。
中沢交差点
国道252号、市街地方面、国道49号、会津坂下町、新潟県新潟市方面への交差点。本バイパス下り線からみて右折が新潟市方面になっており、直進は会津美里町方面への国道118号若松西バイパスになっている。ここから会津坂下町まで国道49号と国道252号の重複区間となる。

## 沿線
以下に、沿線の概況について述べる。

### 会津若松市河東町
起点の会津若松市河東町八田付近を起点とする本バイパスは、起点付近（起点付近には強清水と呼ばれる名勝がある）で白河市方面からの国道294号との交差点を経て、河東町八田付近を北に向かう。付近では、上り線に登坂車線がある。しばらく北上後、福島県道64号会津若松裏磐梯線との交差点に至る。この交差点付近では農地、集落などが広がる。交差点後は北東に進み、福島県道33号会津坂下河東線との高塚団地入口交差点に至る。この周辺は森林や住宅地、農地などが広がる。また、高塚団地入口交差点から進路を南に反転した後、登坂車線（上り線）がある区間などを経て南下する。その後、磐越自動車道との立体交差付近で会津若松市一箕町に入る。

### 会津若松市一箕町〜町北町
会津若松市一箕町に入ると、後述の拡幅事業で拡幅された区間となる。この区間では徐々に進路を西に変えるが、沿線には住宅や商業施設などが立ち並ぶ。このような区間を経て、国道118号、国道121号、国道401号との北柳原交差点に至る。この交差点付近でも商業施設などが立ち並ぶが、北側には水田などの農地も広がる。北柳原交差点からさらに東進をし、町北町内を通過し、終点の中沢交差点に至る。沿線には会津アピオなどの商業施設などが立ち並ぶ区間も多いが、区間によっては水田などの農地が広がっている箇所もある。

### 沿線の史跡、施設など
- 甘石山
- 強清水
- 清水神社
- 熊野神社
- 山ノ神神社
- 天照皇大神宮
- 御霊神社
- 麓山神社
- 菅原神社
- 大念寺
- 法雲寺
- 密蔵院
- 国姓寺
- 会津村
- 会津中央病院
- 会津若松市立河東中学校
- 仁愛高等学校
- 会津大学
  - 一箕町の交差点から市道でアクセス
- 会津平和自動車学校
- 扇町自動車学校
- ヤマダ電機会津若松店
- ケーズデンキ会津若松店
- 会津アピオ

## 若松拡幅
本バイパス内のうち、特に会津若松市一箕町西部から同市町北町にかけての区間では沿道環境について改善をするために、拡幅が計画され、供用された。

### 概要
- 起点 : 会津若松市一箕町大字鶴賀
- 終点 : 町北町中沢西
- 延長 : 4.5km

### 沿革・年表
- 1978年（昭和53年） - 事業着手
- 1984年（昭和59年）
  - 1月 - 部分供用（500m、一箕町内の一部区間）
  - 12月 - 部分供用（400m、一箕町内の一部区間)
- 1986年（昭和61年）3月 - 部分供用（400m、一箕町内の一部区間）
- 1992年（平成4年）10月 - 部分供用（1800m、一箕町、町北町の一部区間）
- 1996年（平成8年）3月 - 部分供用（1300m、町北町内の一部区間）
- 1999年（平成11年）11月 - 全線完成